# Piresiella
Piresiella is een geslacht uit de grassenfamilie (Poaceae). De soorten van dit geslacht komen voor op Cuba.

## Soorten
Van het geslacht zijn de volgende soorten bekend: 
- Piresiella strephioides